# Stirpulina ramosa
Stirpulina ramosa is een tweekleppigensoort uit de familie van de Clavagellidae. De wetenschappelijke naam van de soort is voor het eerst geldig gepubliceerd in 1882 door Dunker.